# سفارة أذربيجان في اليونان
سفارة أذربيجان في اليونان هي أرفع تمثيل دبلوماسي لدولة أذربيجان لدى اليونان. تقع السفارة في أثينا وهي تهدف لتعزيز المصالح الأذربيجانية في اليونان.

## وصلات خارجية
- الموقع الرسمي
- قائمة سفارات أذربيجان
- قائمة السفارات في اليونان